# Rhodopina tubericollis
Rhodopina tubericollis är en skalbaggsart som först beskrevs av Stefan von Breuning 1943.  Rhodopina tubericollis ingår i släktet Rhodopina och familjen långhorningar. Inga underarter finns listade i Catalogue of Life.